# Eisenbahnunfall am Ashtamudisee

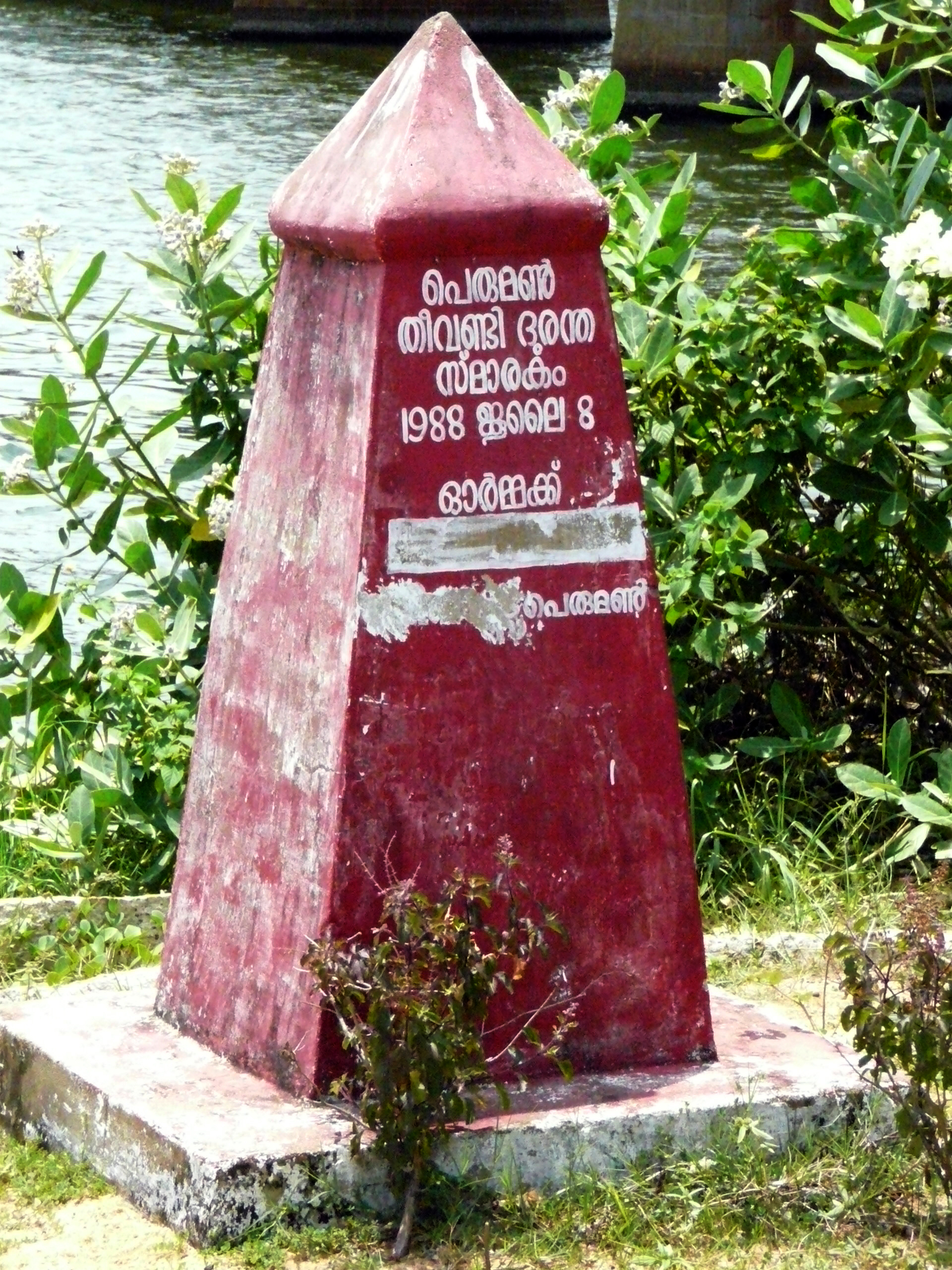
Gedenkstein

Bei dem Eisenbahnunfall am Ashtamudisee entgleiste am 8. Juli 1988 auf einer Brücke über den Ashtamudisee, Kerala, Indien, ein Zug. 10 Wagen stürzten in den See, 107 Menschen starben.

## Ausgangslage
Der „Island Express“ verkehrte damals als Schnellzug der Southern Railway zwischen Bangalore und Kanyakumari. Er befuhr dazu auch die Bahnstrecke Kollam–Ernakulam. Zwischen den Bahnhöfen Kollam und Karunagappalli quert die Strecke eine ausgedehnte Bucht des Ashtamudisees über die Peruman-Brücke. Am 8. Juli 1988 tobte ein Tornado in diesem Gebiet.

## Unfallhergang
Der Hergang des Unfalls blieb umstritten. Sicher ist, dass der Zug gegen 13:15 Uhr entgleiste und 10 Wagen in den See stürzten. Offiziell wurde als Unfallursache angegeben, dass der Tornado den Zug aus den Gleisen geworfen habe. Es blieb jedoch unklar, ob der Zug entgleiste und teilweise abstürzte und dabei die Brücke zerstörte oder ob die Brücke unter dem Zug zusammenbrach und der Zug deshalb entgleiste.

## Folgen
107 Menschen starben, weitere 200 wurden schwer verletzt. Die Brücke war anschließend zerstört. Eine neue Eisenbahnbrücke wurde errichtet. Die alte wurde als Denkmal an den Unfall in situ belassen.